# Complexe immun

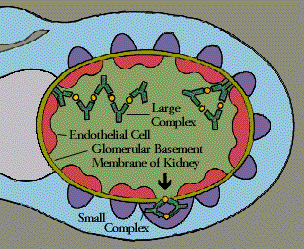
Les glomérulonéphrites, exemples classiques de maladies à complexes immuns

Un complexe immun (ou complexe antigène-anticorps) résulte de la combinaison d'un épitope (ou déterminant antigénique) immunogène avec un anticorps dirigé spécifiquement contre cet épitope. Cette réaction est la première étape de l'immunité humorale. Après cette réaction, le complexe peut être ingéré par des phagocytes ou transformé par des protéases.
Il existe des cas pathologiques où les complexes immuns peuvent causer des maladies par eux-mêmes, lorsqu'ils se déposent dans des organes, par exemple dans certaines formes de vascularites. Il s'agit d'une forme d'hypersensibilité de type III dans la classification de Gell et Coombs.

## Formation
Lors de l'intrusion d'un agent infectieux dans l'organisme, des cellules immunitaires, les plasmocytes formés par les lymphocyte B, sécrètent des anticorps en réponse à l'infection. Les différents anticorps se diffusent alors dans l’organisme à la recherche de l'agent infectieux. Lorsqu'un anticorps spécifique à l'antigène rencontre celui-ci, il se fixe sur ses récepteurs membranaires. Une fois cette fixation effectuée, le complexe immun est formé.

## Fonction
Le complexe immun est un des mécanismes de défense du système immunitaire. On le qualifie de mécanisme inné : il fait partie de la réponse immunitaire primaire. En effet, lors d’une infection, il y a d’abord une réponse immunitaire primaire que l’on qualifie d'innée. Cette première barrière est assurée par les monocytes et phagocytes. Le complexe immun, quant à lui, facilite ces mécanismes par sa spécificité à un seul antigène. Une fois que l’antigène a été reconnu par son anticorps grâce à ses chaînes légères spécifique, il va y avoir mise en marche du complexe immun : l’association anticorps-antigène va se fixer à un phagocyte. Ce phagocyte aura alors la capacité de digérer le couple anticorps-antigène et de l’éliminer. Ce processus s’appelle la phagocytose et s’effectue en quatre grandes étapes : 
- La phase d’attraction : c’est le moment où une fois formé, le complexe immun va se rapprocher de la cellule phagocytaire par chimiotactisme.
- La phase d’adhérence du complexe immun : les chaînes lourdes non spécifiques de l’anticorps se fixent sur un récepteur de la membrane du phagocyte.

- Début de la digestion intracellulaire : après que le complexe immun s'est fixé sur la cellule phagocytaire, il y a formation d’une vacuole digestive autour du complexe immun et les lysosomes présents dans le phagocyte, qui contiennent des enzymes digestives, fusionnent autour du complexe immun contre la vacuole. Il y a donc libération des enzymes digestives et le complexe immun baigne dans les enzymes.

- Fin de digestion intracellulaire : lorsque les enzymes ont fini de digérer l’antigène, il y a élimination des déchets à l’extérieur du cytoplasme : c’est l’exocytose. Cependant il reste des lyses d’antigène à l’intérieur du phagocyte.

Il faut savoir que lorsque ce mécanisme n’arrive pas à éliminer la totalité des agents infectieux, la deuxième barrière se met en marche, que l’on qualifie de spécifique. Cette dernière est plus longue la réponse innée. Elle est effectuée par les Lymphocytes B, les Lymphocytes T et les Lymphocytes T cytotoxiques.

## Physiopathologie

### Dysfonctionnements du complexe immun
Les complexes immuns peuvent causer des maladies par eux-mêmes, en particulier les complexes immuns que l’on qualifie de circulant. Naturellement on constate l'apparition de complexes immuns circulants due à des réactions immunitaires. Ce n'est que l'amplification de ce phénomène normal qui aboutit à certaines pathologies. En effet, physiologiquement les complexes immuns circulants interceptent les compléments qui correspondent à des variétés d'enzymes qui participent aux mécanismes immunitaires de l'organisme contre les antigènes. Dès cet instant le complexe antigène anticorps c'est-à-dire l'agrégation des deux, après avoir circulé à l'intérieur du sang, est éliminé grâce à l'intervention des composants contenus dans les organes lymphoïdes (système réticulohistiocytaire) c'est-à-dire les cellules possédant la capacité d'éliminer les déchets dans le sang. 
Cependant en réalité le phénomène est un peu différent et le complexe immun peut se retrouver dans trois situations différentes c'est-à-dire évoluer de manière différente dans l’organisme ce qui peut avoir des conséquences variables. 
Voici les trois cas possibles : 
- Soit l'antigène et l'anticorps se neutralisent respectivement dans ce cas là tout se passe normalement cela n’entraîne donc aucune complication.

- Soit l'anticorps est en excès et dans ce cas on constate la formation de complexes insolubles qui vont être rapidement détruits par l'organisme.

Cette destruction se fait soit par précipitation (solidification et neutralisation) soit par phagocytose (absorption puis digestion par une variété particulière de globules blancs, le phagocyte). 
- Soit l'antigène est en excès et dans ce cas les complexes sont solubles dans le sérum sanguin et restent en circulation. Ils sont alors susceptibles de provoquer des phénomènes morbides (à l'origine de maladie). Ces affections peuvent être « mineures » quand l'antigène possède un faible poids (moléculaire) dû au fait que les complexes se déposent tardivement de façon morcelée susceptibles alors d'être détruits par les globules blancs grâce à la phagocytose. Dans certains cas l'antigène possède un poids (moléculaire) important associé une grande taille. Dans ces circonstances on constate une précipitation rapide (dépôt) et une mise en branle rapide de l'action du complément ce qui entraîne des altérations des petits vaisseaux et plus précisément de leurs parois concernant certains organes comme les reins. Ce type de phénomène constitue l'hypersensibilité de type III ou semi tardive. Chez certains patients on constate un emballements de ce phénomène ce qui aboutit à des lésions d'autres organes tels que la peau et les artères. C'est ce que l'on constate au cours de l'angéite allergique ou de la maladie à précipitines. Le complément est un facteur qui intervient en cascade pour activer une réaction immunitaire.

## Liste non exhaustive de pathologies liées au dysfonctionnement du complexe immun.
- Glomérulonéphrite aiguë
- Glomérulonéphrite chronique
- Lupus érythémateux aigu disséminé
- Syndrome de Gougerot
- Sclérodermie
- Polyarthrite rhumatoïde
- Cirrhose biliaire primitive
- Hépatite chronique active
- Fibrose pulmonaire
- Polychondrite atrophiante chronique
- Maladie du sérum
- Poumon éosinophilique
- Purpura thrombopénique
- Maladie interstitielle diffuse
- Phénomène d'Arthus
- Syndrome de Dressler

Il faut savoir que les complexes immuns peuvent également être liés à un processus auto-immun, c'est-à-dire que le patient induit des réactions immunitaires contre ses propres tissus. 
Traitements
Les maladies auto-immunes liées à l'apparition de complexes immuns circulant font appel avant tout à la plasmaphérèse (épuration plasmatique).